# Diekhof
Diekhof è una frazione del comune di Laage nel Meclemburgo-Pomerania Anteriore, in Germania.
Appartiene al circondario (Kreis) di Rostock ed è parte della comunità amministrativa (Amt) di Laage.
Già comune autonomo, è stato incorporato al comune di Laage il 26 maggio del 2019.